# 산청 금산 김씨 고문서 및 유물 일괄
산청 금산 김씨 고문서 및 유물 일괄(山淸 錦山 金氏 古文書 및 遺物 一括)은 대한민국 경상남도 산청군 금서면에 있는 고문서이다. 2017년 1월 5일 경상남도의 유형문화재 제606호로 지정되었다.

## 개요
산청 향양리 금산김씨 집안에서 신청한 고문서 103점은 조선후기에 경남 진주ㆍ산청ㆍ하동 등지에서 활동한 금산김씨의 가계와 생활 실태를 파악하는 데에 중요한 자료이다.

## 참고 자료
- 산청 금산 김씨 고문서 및 유물 일괄 - 국가유산청 국가유산포털